# Csököly
Csököly ist eine ungarische Gemeinde im Kreis Kaposvár im Komitat Somogy.

## Geografische Lage
Csököly liegt auf halber Strecke zwischen dem Komitatssitz und der Kreisstadt Kaposvár und der Stadt Nagyatád. Nachbargemeinden sind Gige, Jákó und Kisbajom.

## Geschichte
Im Jahr 1913 gab es in der damaligen Kleingemeinde 400 Häuser und 1721 Einwohner auf einer Fläche von  5070 Katastraljochen. Sie gehörte zu dieser Zeit zum Bezirk Nagyatád im Komitat Somogy.

## Gemeindepartnerschaften
- Šandrovac, Kroatien

## Sehenswürdigkeiten
- Reformierte Kirche, erbaut 1856
- Römisch-katholische Kirche Szent Márton püspök, erbaut 1757–1760 (Barock)
- Erdbeerfestival (Eperfesztivál)

## Bilder

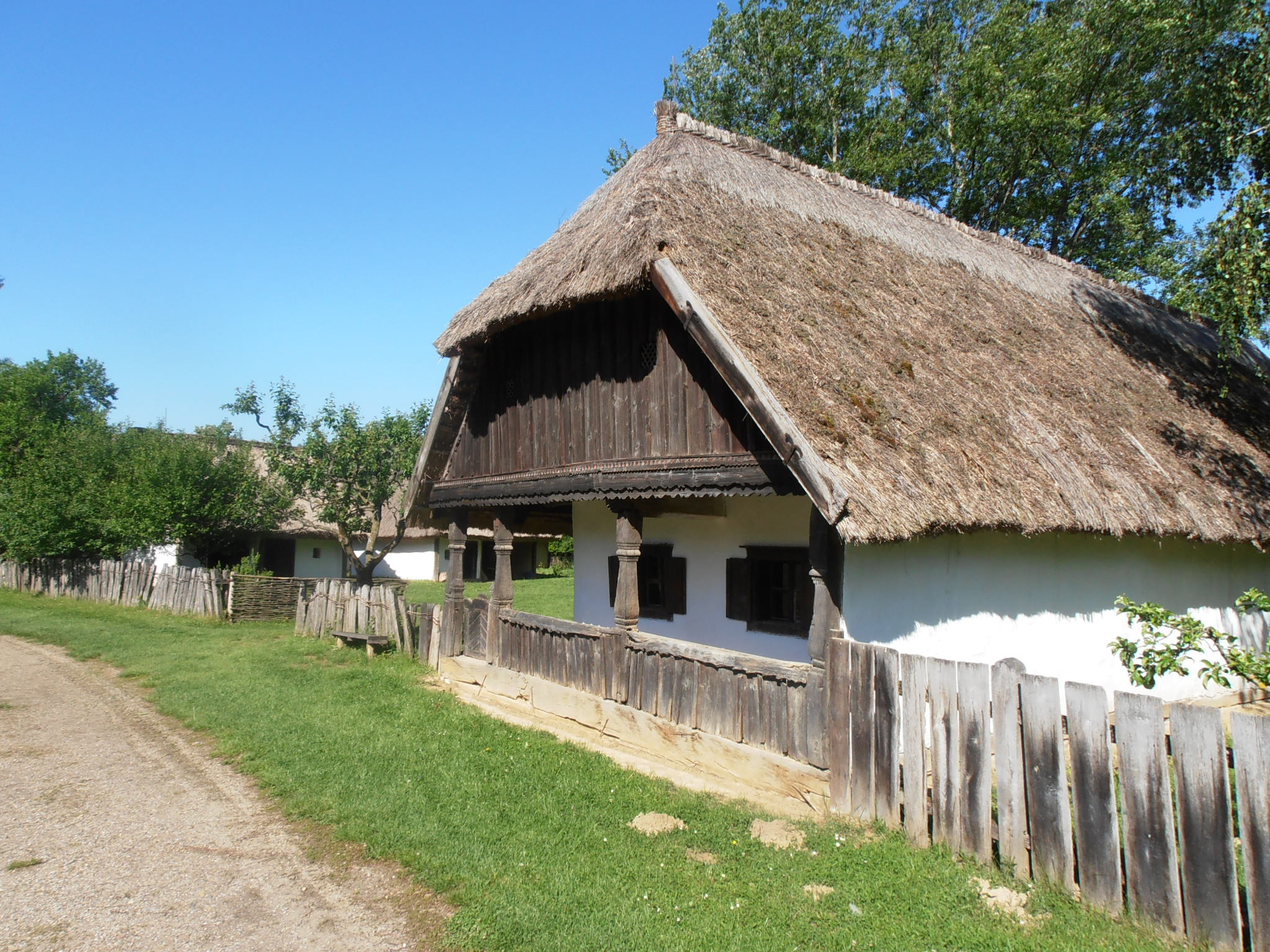
Altes Bauernhaus aus Csököly, heute Freilichtmuseum
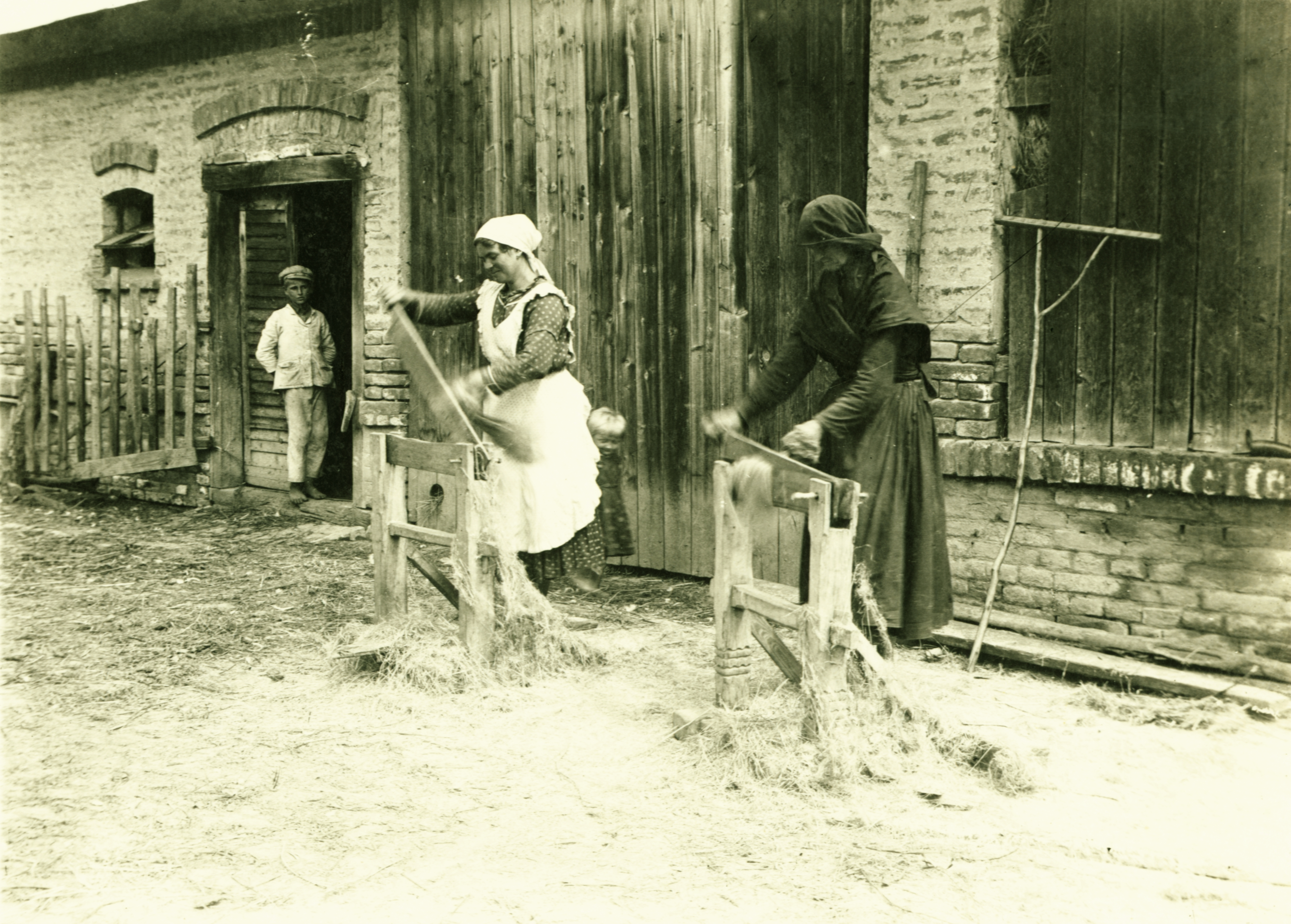
Frauen beim Hanfbrechen in Csököly (1930)

## Verkehr
Durch Csököly verläuft die Landstraße Nr. 6618. Es bestehen Busverbindungen nach Gige. Der nächstgelegene Bahnhof Jákó-Nagybajom befindet sich ungefähr vier Kilometer nördlich.